# Austrolebias toba
Austrolebias toba är en fiskart som beskrevs av Calviño 2006. Austrolebias toba ingår i släktet Austrolebias och familjen Rivulidae. Inga underarter finns listade.